# Душан Кокотовић
Душан Кокотовић  (Липово Поље, 15. октобар 1888 — Загреб, 19. септембар 1953) био је српски графичар, сликар и ликовни педагог, оснивач графичког одсека у Школи за примењену уметност у Скопљу.

## Живот и каријера
Рођен је 15. октобра 1888. у Липовом Пољу код Горњег Косиња, у близини Перушића, данас у Личко-сењској жупанији, Република Хрватска, од оца Самојла (1857 — 1941) службеника на железници и мајке Паулине (1863 — 1941) домаћице. Детињство је провео у родном месту, а школовање је започео 1895. године, након пресељења породице, по потреби очеве службе у Загреб 1885. године. Душан је у Загребу прво завршио основну школу (1895—1900) а потом и пет разреда гимназије, из које због велике склоности и љубави према цртању прешао у новоотворену Школу за умјетност и умјетни обрт (данашња загребачка уметничка академија), на којој је дипломирао 1911. године, у класи проф. M. C. Црнчића, првог школованог хрватског графичара, и оснивача модерне хрватске графике. Као јако талентованом ђаку, Кокотовићу је  Уметничка школа омогућила да заврши и пету годину, што је представљало неку врсту „специјалке”, јер није успео од државе да добије материјалну подршку за стручно усавршавање у иностранству.
Усавршавао се у Фиренци (о сопственом трошку) од јесени 1911. године до пролећа 1912. године, у којој је на Академији лепих уметности студирао сликарство. Школујући се у јако лошим материјалним условима, без довољно новца за платно и за боје, претежно је цртао оловком и тушем.
Након повратка из Италије усавршавао је графику у Приватној школи за цртање, сликање и умјетнички обрт Томислава Кризмана 1912. године и за кратко време постигао сву ону елеганцију и широко схватање графике какво се може научити само од најбољега учитеља, и исте године излагао са „Кризмановом школом” у загребачком Улриховом салону.
По завршетку Балканских ратова, 1813. године путовао је са Кризманом по Јужној Србији и Македонији, сликајући српске и македонске средњовековне градове, њихову оријенталну архитектуру, културне споменике и специфичну атмосферу која је у тим срединама владала.
Захваљујући сесветском начелнику и велепоседнику Марку Милеуснићу, познатом по набавци петролејског пароброда за максимирско језеро 1892. године, од јесени 1912. Кокотовић је боравио у Минхену где је студирао на Минхенској уметничкој академији код чувеног професора графике Петера Халма.
Жеља за даљим стручним усавршавањем одвела га је у Беч, у коме је крајем 1913. и почетком 1914. године студирао на Специјалној школи за графичку уметност професора Фердинанда Смуцера, основаној при Академији лепих уметности. Средства за, школарину обезбеђивао је штампањем бакрореза (једући са чистачима и тежацима, како сам наводи у писму упућеном загребачком галеристи Антуну Улриху, који му је у границама својих могућности новчано помагао, кокао би некако преживљавао.
На почетку Првог светског рата мобилисан је у Вараждину, а 1916. године прекомандован је у 26. домобранску пешачку пуковнију у Карловцу у којој је борави све до 1919. године.
Након завршетка Првог светског рата настанио се у Загребу након што му је у Воћарској улици додељен атеље. У Загребачком атељеу су настали или довршавани раније започети радови које је излагао на самосталним изложбама одржаним у Загребу 1924, 1930, 1931. и 1934. године.
Уметничко усавршавање допунио је још једном, 1929. године двомесечним студијским боравком у Паризу.
Након завршетка Другог светског рата, од 1945. године радио је као наставник у XV. седмогодишњој школи у Загребу. Као признати уметник и угледан графичар 1946. године позван је у Скопље са циљем да оснује у Школи за примењену уметност Графички одсек (што је он и учинио).
Након две године рада у Скопљу вратио се у Загреб, у коме је од 1952. године радио као хонорарни наставник графике у Средњој школи за примењену уметност и новоформираној Академији примењених уметности, залажући се за оснивање катедре за графичку уметност.
Боравећи за време школских  празника 1953. године у Истри и околини Лабина, радећи  на новој  графичкој мапи, омела га је тешка болест која се нагло развијала. Од ње је преминуо у Загребу 19. септембра 1953. године, у 73 години живота.

## Ликовно стваралаштво
Вођен љубављу према графици већи део живота, боравећи у Загребу, Кокотовић се претежно бавио графиком. Израдио је више циклуса бакрописних листова  „Из Италије" (1913), „По Македонији" (1914) и шест мапа посвећених старом Загребу, старом Београду, Рабу, Трогиру, Хвару и Дубровнику (1920 — 1931).
Након што је илустрована миланска ревија „Ил Секоло XX”. објавила његове три репродукције фирентинских бакрописа, од којих су неки били са специфичним штимунгом мистичног и симболичког предзнака, уврстио се међу признатије ствараоце графичке продукције.
По завршетку Другог светског рата, од 1945. године Кокотовић се определио за ратну тематику у којој доминира његов изражајни графички језик створен и ослањањем на дискретне црно-беле контрасте, а касније тежњи ка синтетизовању графичких линија, што га је довело до сведених, једноставних облика. Из тог период стварања 1950. године настала је Кокотовићева графичка мапа састављена од 12 бакрописа с мотивима из Народноослободилачке борбе народа Југославије, коју је назвао: Трагом IV. и V. офензиве.
Поред графике, бавио се и сликањем у уљу и акварелу, а од тема претежно пејзажа са наглашеним колоритом и портрета. Такав је нпр. његов портрет Ђорђа Медаковића, сликан 1941. године.
Заокупљен егзотиком и романтичарским номадизмом, гравирао је, неретко и импресионистичком доживљају, српске средњовековне градове (документујући њихову оријенталну архитектуру), културне споменике и специфичну атмосферу (Врата Високих Дечана, Призрен, Грачаница, Из Скопља, Џамија у ноћи, Косовска Митровица).
Остаће запамћен и по томе што је на првом спрату,  зграде карловачког „Зориног дома”, уредио атеље у коме је 1917. и  1919. године приредио две самосталне изложбе, на којима су излагане и графике, међу којима посебно место заузимају оне с карловачким мотивима које представљају прве модерне графике старог Карловца.

## Изложбе
Душан Кокотовић је излагао самостално у:
- Карловцу (1917, 1919),[7]
- Загребу (1924,[8] 1930—31, 1934.[9]).

На групним изложбама излагао је:
- На изложбама друштва »Медулић« (Љубљана 1909, Загреб 1910),
- Југославенској уметничкој изложби (Београд 1912),
- Графичкој изложби (Загреб 1912),
- Међународној графичкој изложби (Загреб 1914),
- Прољетном салону (Загреб 1916–28),
- Изложби југословенских уметника (Париз 1919),
- Иложбама југославенске графике (Цирих, Санкт Гален 1926; Лавов 1927; Меџ, 1933),
- Изложба Загребачких умјетника (Загреб 1934—36),
- Пола вијека хрватске умјетности (Загреб 1938–39),
- Хрватски умјетници (1940),
- Хрватски умјетници у НДХ (Загреб 1941–44),
- Хрватска умјетност (Берлин, Беч, Братислава 1943)
- Изложбе УЛУХ-а (од 1946),
- Сликарство и вајарство народа Југославије (Београд, Загреб, Љубљана, Москва, Лењинград, Праг 1946–48),
- Изложба петорице (Загреб 1950).

Посмртно дала су му излагана на изложбама:
- Изложба „Медулића”  (Загреб 1962),
- Експресионизам и хрватско сликарство (Загреб 1980),
- Хрватска модерна (Ријека 1992),
- Велики хрватски графичари XX. века. (Славонски Брод 1995).